# Tito Nordio
Tito Nordio (ur. 17 marca 1908 w Trieście, zm. 13 października 1959 tamże) – włoski żeglarz, olimpijczyk.
Reprezentował Argentynę w żeglarstwie na Letnich Igrzyskach Olimpijskich 1928, które odbyły się w Amsterdamie, zajmując 6. miejsce.